# Quick Timez
Quick Timez（クイックタイムズ）は、主にエンターテインメント系ニュースを得意とする。

## 概要
2020年に設立され、芸能に特化したメディアを特徴とする。
TV番組、SNS、YouTubeの書き起こし系の記事及び独自取材による記事を掲載している。また、「スマートニュース」や「Goo」、「@niftyニュース」等の、様々な大手メディアやポータルサイト、ニュースアプリに記事を提供している。
2020年12月18日放送の「全力!脱力タイムズ」（フジテレビ系列）で、記事が紹介される。また、2022年1月24日放送の「霜降りミキXIT」（TBS系列）でも記事が紹介されるなど、TVメディアで取り上げられた実績もある。

## 主なニュース提供企業
- Smart News
- Google News
- Mobage
- goo
- JX通信社
- ガジェット通信
- フレッシュアイ
- NTT docomo
- @niftyニュース